# Посольство Ирана в России
Посольство Исламской Республики Иран в Российской Федерации (перс. سفارت ایران در مسکو‎) — дипломатическая миссия Исламской Республики Иран в России, расположена в Москве на Покровском бульваре.
Посольство занимает здание усадьбы Крестовниковыx-Найдёновых, полностью перестроенное в 1960-е. Усадьба была передана посольству Ирана в 1921 году.

## История
До 1917 года основу русско-иранских отношений составлял Туркманчайский мирный договор 1828 года.
В 1906 году после продолжительных акций протеста в Персии произошла Конституционная революция, в результате чего Иран стал конституционной монархией. Тем не менее была власть династии Каджаров сохранилась, но страна разделена на сферы влияния между Россией и Великобританией.
Летом 1918 года британские войска оккупировали весь Иран. Во время Гражданской войны в России в ночь на 3 ноября 1918 года была разгромлена советская дипломатическая миссия в Персии, а первый полпред Советской России в Персии И. О. Коломийцев был убит на иранской территории в 1919 году белогвардейцами.
9 августа 1919 года было подписано англо-иранское соглашение, устанавливающее полный британский контроль над экономикой и армией страны.
После установления советской власти в 1920 году в Туркмении и в Азербайджане на территории Персии перебралось большое число белогвардейцев. Тогда формирования Красной армии в совершили морскую операцию, отбив бывший белый флот в порту Энзели. На севере Персии образовалась Гилянская Советская Социалистическая Республика и возникла реальная опасность установления советской власти в Иране. В этих условиях власти Персии пошли на соглашение с Советской Россией. 10 сентября 1920 года персидское правительство назначило послом в Москву Мошавероль Мемалека, уполномоченного вести с Советским правительством переговоры об установлении дружественных отношений.
21 февраля 1921 года в Персии произошёл переворот — генерал Реза-хан Пехлеви свергнул Ахмед-шаха.
26 февраля 1921 года в Москве был подписан договор между РСФСР и Персией. Подписали договор со стороны РСФСР — Г. В. Чичерин и Л. М. Карахан, Ирана — его посол Мошавероль-Мемалек (Али Кули-хан Ансари). Вступил в силу со дня подписания. Договор передавал Ирану целый ряд активов — капиталы Учетно-ссудного банка Персии, построенные российскими царскими властями дороги, пристани, склады, пароходы, порт Энзели, телеграфные и телефонные линии. Отдельная статья обеспечивала РСФСР право введения своих войск на территорию Ирана в случае нападения на него третьих держав или при использовании ими его территории как плацдарма для нападения на РСФСР.
В 1927 году Договор о гарантии и нейтралитете обязывал обе страны не участвовать в соглашениях против безопасности друг друга. Эти соглашения действовали вплоть до Исламской революции в Иране (1979).

## Резиденция посла
Кроме посольства в Москве на улице Новаторов (Обручевский район) расположена резиденция посла Ирана в России. На территории резиденции действует мечеть Хатам Аль-Анбия и медресе для детей сотрудников посольства.

## Послы Ирана в России
| - Алиголи Масуд Ансари (1928—1930) - Фетхулла Пакрован (1931—1933) - Мохаммад Сейед (1934—1936) - Ануширван Сепахбоди (1936—1938) - Мохаммад Сейед (1938—1942) - Меджид Ахи (1942—1946) - Музаффар Фироз (1946—1947) - Хамид Сайя (1947—1949) - Надир-мирза Араста (1949—1953) - Хамид Сайя (1954) - Аболгасем Этисами (1955) - Абдул Хосейн Масуд Ансари (1955—1957) - Мустафа Самии (1957—1959) - Абдул Хосейн Масуд Ансари (1959—1961) - Алиголи Ардалан (1961—1962) | - Тахмурес Адамият (1963—1965) - Ахмад Мирфендерески (1965—1971) - Мохаммад Реза Амиртимур Калали (1971—1974) - Ахмад Ардалан (1974—1979) - Камбис Ахи (1978—1979, врем. поверенный) - Мохаммед Мокри (1979—1983) - Кия Табатабаи (1983—1986) - Насер Хейрани-Ноубари (1986—1989) - Нематолла Изади (1989—1994) - Мехди Сафари (1994—1999) - Голямреза Шафеи (1999—2005) - Голямреза Ансари (2005—2008) - Сейед Махмуд Реза Саджади (2008—2013) - Мехди Санаи (2013—2019) - Казем Джалали (с 2019) |